# Lyngøykalven
Lyngøykalven est une île norvégienne du comté de Hordaland appartenant administrativement à Bømlo.

## Description
Rocheuse et désertique, elle s'étend sur environ 213 m de longueur pour une largeur approximative de 153 m. 